# Øster Hornum (parochie)
Øster Hornum is een parochie van de Deense Volkskerk in de Deense gemeente Rebild. De parochie maakt deel uit van het bisdom Aalborg en telt 1844 kerkleden op een bevolking van 1998 (2004).
Oorspronkelijk was Øster Hornum aanzienlijk groter dan de huidige parochie. De parochie Godthåb werd in het begin van de 20e eeuw verzelfstandigd nadat de kerk daar eerst filiaalkerk van Øster Hornum was geweest. 
Historisch was de parochie deel van Hornum Herred. In 1970 werd de parochie opgenomen in de toen gevormde gemeente Støvring, die in 2007 opging in Rebild.
Aarestrup · Bælum · Blenstrup · Buderup · Durup · Fræer · Gerding · Gravlev · Grynderup · Lyngby · Øster Hornum · Rørbæk · Siem · Skibsted · Skørping · Skørping Nykirke Kirkedistrikt · Solbjerg · Sønderup · Sørup · Stenild · Store Brøndum · Suldrup · Terndrup · Torup · Veggerby